# Fond Tié Tié
 (janvier 2018).
Si vous disposez d'ouvrages ou d'articles de référence ou si vous connaissez des sites web de qualité traitant du thème abordé ici, merci de compléter l'article en donnant les références utiles à sa vérifiabilité et en les liant à la section « Notes et références ».

Fond Tié Tié est un quartier de Tié-Tié, le 3e arrondissement de Pointe-Noire en république du Congo 🇨🇬 Langue: LINGALA

## Limites géographiques
Le quartier est compris entre le quartier Mpaka et l'avenue de la Révolution et de l'indépendance. Il est limitrophe avec le quartier Mvoungou 1 à l'ouest, relié à lui par un petit pont, et à l’est, par le quartier Mvoungou 2, lui aussi relié par un pont appelé Eldjo. Au centre de Fond Tié Tié se trouve un marché du nom de Ma Mbanzila. Le quartier, très animé, est comparé à Barbès-Rochechouart à Paris. Sa fréquentation est diversifiée : intellectuels, ouvriers, vendeurs à la sauvette, restaurateurs, etc.

## Toponymie
Une partie des terres de Fond Tié Tié porte toujours le nom de Ndaka-Sussu.

## Équipement

### Gare ferroviaire
- Une gare du Chemin de fer Congo-Océan.

### Édifice religieux
- Paroisse Saint Jean Bosco

### Avenues
- Congo Ocean
- Boko
- de la Liberté
- De Loutoute
- De la Loi

### Rues
- Tchioufou
- Ibanga
- Koulessi
- Bonanga
- Tsati Belo
- Okouo
- Koulombo
- Sapelli
- Fidèle Moussavou
- Boukongo